# Hirudin

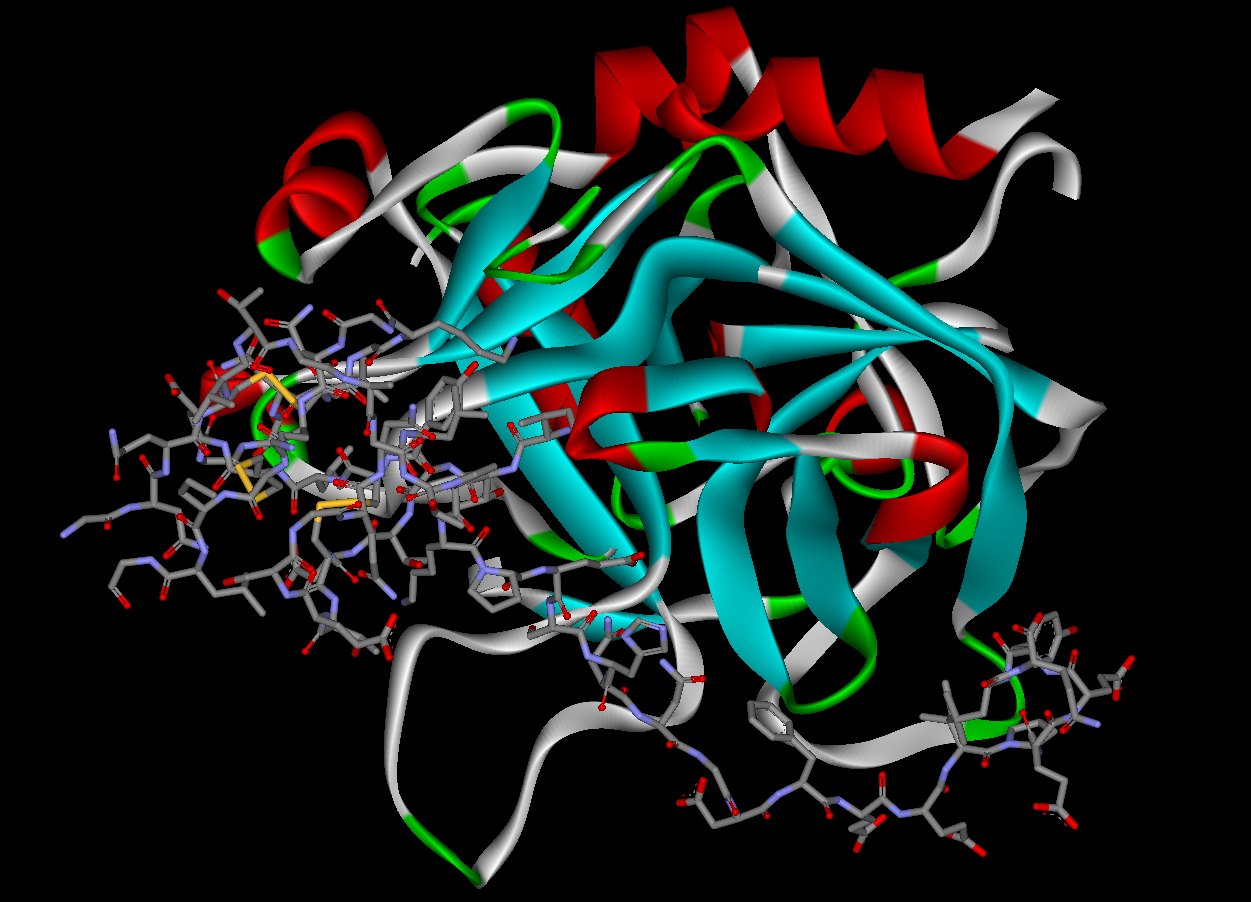
molekula komplexu hirudinu a trombinu

Hirudin je přírodní peptid, který se vyskytuje ve slinných žlázách pijavic (Hirudinea) a má antikoagulační účinky, to jest zabraňuje srážení krve. To má zásadní význam pro výživu těchto parazitů, neboť po přisátí vypustí pijavice hirudin do těla a může se živit sáním krve svého hostitele. Hirudin je považován za nejsilnější přírodní protisrážlivou látku. Až do objevení heparinu to byla prakticky jediná látka schopná preventivně působit proti trombóze a jí způsobené embolii.
Peptidová vazba hirudinu je tvořena více než 65 aminokyselinami. Jedná se tedy o polypeptid. Běžný hirudin obsahuje směs různých proteinových isoform neboli variant proteinu. Pro laboratorní přípravu homogenního hirudinu však lze použít rekombinantní technologie DNA.

## Biologická účinnost
Klíčový moment v závěrečných fázích srážení krve je přeměna fibrinogenu na fibrin působením serinové proteázy trombinu. Trombin vzniká enzymatickým štěpením polypetidového řetězce protrombinu působením komplexu protrombináza. Komplex je složen z aktivovaného faktoru X (FXa), faktoru V (FVa), který výrazně zesiluje účinek FXa, dále z membránových fosfolipidů a vápenatých iontů v závěrečných fázích srážení krve neboli koagulace. Fibrin je pak stabilizován faktorem XIII, načež vytváří sraženinu neboli trombus. Hlavním inhibitorem (snižovatelem) aktivity trombinu je v normálně fungujícím krevním oběhu antitrombin. Podobně jako je tomu u antitrombinu, je antikoagulační aktivita hirudinu založena na jeho schopnosti snižovat koagulační aktivitu trombinu.
Hirudin je nejsilnější přírodní inhibitor trombinu. Na rozdíl od antitrombinu se váže na a inhibuje pouze aktivovaný trombin, se specifickou aktivitou vůči fibrinogenu. Proto hirudin zabraňuje tvorbě trombů a sraženin nebo je rozpouští. Má tedy léčebný význam při poruchách krevní srážlivosti, léčení kožních hematomů a povrchových křečových žil. Aplikuje se buď injekčně, nebo místně v podobě krému. V některých směrech je výhodnější než běžně používaná antikoagulancia a trombolytika, jako je heparin, protože nenarušuje biologickou účinnost jiných proteinů krevního séra a může také působit na trombin v proteinovém komplexu.
Jelikož je obtížné získávat velká množství hirudinu z přirozených zdrojů, bylo třeba vyvinout metodu výroby a rafinování tohoto proteinu pomocí rekombinantní biotechnologie. Tak vznikla řada farmaceutických přípravků vyráběných často z kvasinek, jako je třeba lepirudin.